# وان‌جت
وان‌جت (به انگلیسی: OneJet) یک شرکت هواپیمایی با کد یاتا J1 است. قطب وان‌جت در فرودگاه بین‌المللی ایندیاناپلیس قرار دارد.